# Gerard van Neck

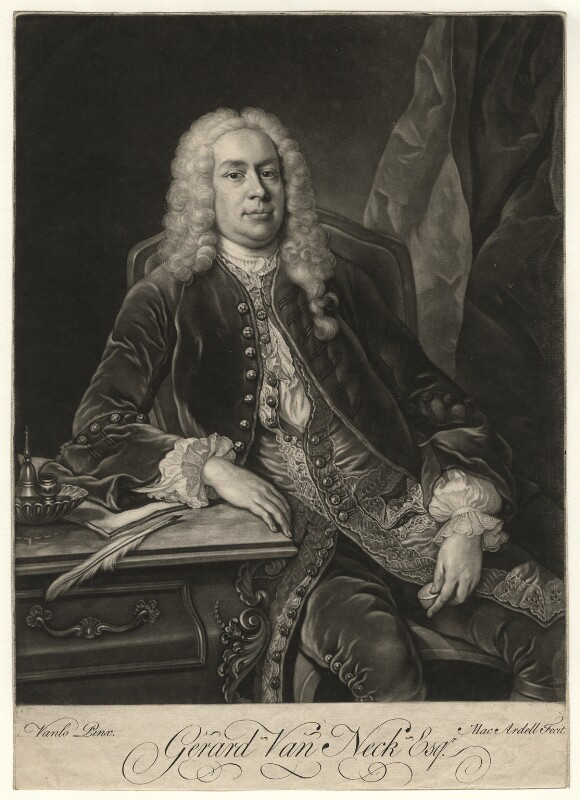
Gerard van Neck geportretteerd door James Macardell

Gerard van Neck Esquire ('s-Gravenhage, 1692 – Putney, 1750) was een invloedrijke Nederlands-Britse koopman en bankier.

## Biografie
Van Neck werd geboren in 's-Gravenhage als zoon van staatsman Cornelius van Neck en Anna de Greeff. Hij emigreerde in 1718 naar Engeland en werd een succesvolle koopman in Londen. Zijn jongere broer Joshua Vanneck volgde de reis naar Engeland in 1722 en ging bij hem in dienst. Van Neck werd in 1727 verkozen tot ouderling van de Nederlandse Kerk in Londen. Hij trouwde in 1736 met Mary Dutry, weduwe van Denis Dutry, 1st baronet (een van de rijkste hugenootbankiers in Londen en erfgename van het van oorsprong Franse koopmansgeslacht Reneu). Zijn huwelijk gaf hem de mogelijkheid om contacten tussen Nederlandse en hugenotenkolonies in Londen te leggen. Ook kocht hij Brockholds Estate in Hertfordshire en was hij eigenaar van een ander landhuis aan de Theems in Putney, waar hij regelmatig vrienden over de vloer had. Van Neck begaf zich in netwerken van invloedrijke hugenoten en Nederlandse handelaren.
Beide broers klommen op tot leiders van de Nederlandse kolonie in Londen en hielden zich tussen 1720 en 1780 bezig met fondsen van Nederlandse investeerders, de handel in Indië, tabakshandel en Britse leningen. Hij en zijn broer fungeerden tevens als financiële vertegenwoordigers van Frankrijk in Londen en waren de voornaamste geldschieters van de Engelse overheid gedurende de oorlogsjaren 1744-1763. Gerard werd in 1731 genaturaliseerd.
In 1745, tijdens de Oostenrijkse Successieoorlog, leidde hij het transport van goederen ter waarde van 16.000 pond verspreid over 60 schepen naar Frankrijk. De gebroeders Van Neck waren een van de invloedrijkste en waarschijnlijk rijkste Nederlanders in Engeland van hun tijd. Ook speelde Gerard Van Neck een grote rol in de financiering van de Bank of England en de Whig Party.
Hij liet na zijn dood in 1750 een aanzienlijk kapitaal na, te weten 240.000 pond (omgerekend zo'n 2.640.000 gulden) en andere bezittingen. Joshua erfde 100.000 pond, zijn landhuis en mocht de zaak overnemen. Het vermogen van Van Neck was grotendeels opgebouwd uit de handel in Indië en de tabaks-exporthandel met Frankrijk.

## Bezittingen
- Brockholds Estate[9]
- Landhuis in Putney en landerijen, totaal ter grootte van 40 hectaren. In 1750 getaxeerd op 100.000 pond.[1]